# Microcavia
Genre
Les Cobayes de montagne (Microcavia) sont un genre de Rongeurs de la famille des Cavidés que l'on rencontre en Amérique du Sud.
Ce genre a été décrit pour la première fois en 1880 par le zoologiste français Henri Frédéric Paul Gervais (1845-1915) et le naturaliste argentin Florentino Ameghino (1854-1911) dans Les mammifères fossiles de l'Amérique du Sud.
D'autres noms de genre, maintenant obsoletes, lui ont été attribués : Caviella Osgood, 1915 ; Monticavia Thomas, 1916 ; Nanocavia Thomas, 1925. 

## Liste d'espèces
Ce genre comprend les espèces suivantes :
Selon Mammal Species of the World (version 3, 2005)  (11 févr. 2013), ITIS (11 févr. 2013) et Catalogue of Life (11 févr. 2013) :
- Microcavia australis (I. Geoffroy Saint-Hilaire & d'Orbigny, 1833) - Cobaye nain austral[7]
- Microcavia niata (Thomas, 1898)
- Microcavia shiptoni (Thomas, 1925)